# Lerista desertorum
Lerista desertorum är en ödleart som beskrevs av  Richard Sternfeld 1919. Lerista desertorum ingår i släktet Lerista och familjen skinkar. Inga underarter finns listade i Catalogue of Life.